# 森川俊位
森川 俊位（もりかわ としひら）は、下総生実藩の第10代藩主。
天保12年（1841年）、第9代藩主・森川俊民の三男として生まれる。2人の兄が早世したために世子となり、安政2年（1855年）、父の死去により家督を継いだ。安政3年（1856年）12月28日に従五位下・出羽守に叙位・任官する。
安政5年（1858年）7月26日に死去した。享年18。跡を養子の俊徳が継いだ。

## 系譜
父母
- 森川俊民（父）

養子
- 森川俊徳 ー 石川総紀の次男